# Culex longicornis
Culex longicornis är en tvåvingeart som beskrevs av Sirivanakarn 1976. Culex longicornis ingår i släktet Culex och familjen stickmyggor.
Artens utbredningsområde är Thailand. Inga underarter finns listade i Catalogue of Life.